# جیمز فردریک نوئل برچ
جیمز فردریک نوئل برچ (انگلیسی: Noel Birch؛ ۲۹ دسامبر ۱۸۶۵ – ۳ فوریهٔ ۱۹۳۹) فرد نظامی اهل بریتانیا بود. وی همچنین برندهٔ جوایزی همچون نشان امپراتوری بریتانیا و نشان حمام شده‌است.